# Бьянки-Бандинелли, Рануччо
Рануччо Бьянки-Бандинелли (итал. Ranuccio Bianchi Bandinelli, 1900—1975) — итальянский археолог, историк искусства и общественный деятель.

## Биография
Родился в Сиене в старинной аристократической семье. Его ранние исследования были посвящены этрусской цивилизации, археологические памятники которой — Клузий и Сована — находились близко к семейным владениям. По политическим убеждениям был антифашистом, во время Второй мировой войны участвовал в итальянском Сопротивлении, в 1944 вступил в Итальянскую коммунистическую партию, с 1956 входил в её Центральный комитет. После войны был генеральным директором древностей и изящных искусств министерства народного просвещения Италии (1945—1948). Возглавлял институт имени Антонио Грамши в Риме, также преподавал в Гронингенском университете в Голландии. Член Академии деи Линчеи (с 1947), иностранный член Академии наук СССР (с 1958). В 1950-х и 1960-х написал работы об искусстве античности, завоевавшие широкую популярность, основал Enciclopedia dell’arte antica в 1958. В середине 1960-х Бьянки Бандинелли было поручено написать два тома о римском искусстве для французской серии Искусство человечества. В 1967 основал со своими учениками Dialoghi di archeologia — одно из самых инновационных и спорных периодических изданий в сфере археологии.
Одной из главных тем его работ была взаимосвязь между искусством эллинизма, этрусков и искусством Древнего Рима, а также марксистская теория искусства. Среди его учеников — Джованни Бекатти, Антонио Джулиано, Марио Торелли, Андреа Карандини и Филиппо Коарелли.
На протяжении жизни вёл активную общественную деятельность, был членом бюро президиума общества «Италия-СССР», членом Всемирного Совета Мира.
Умер в Риме в 1975. Мемуары Бьянки-Бандинелли о фашистской Италии (Hitler e Mussolini, 1938: il viaggio del Führer in Italia) были опубликованы в 1995, через 20 лет после его смерти.

## Публикации
- La critica d’arte (журнал издается с 1935, редактор и соучредитель)
- Roma: La fine dell’arte antica (Rome: The Late Empire, Roman Art A.D. 200—400, 1970)
- Roma: L’arte romana nel centro del potere (Rome: The Center of Power, 500 B.C. to A.D. 200., 1969)
- Arte etrusca e arte italica (1963, редактор)
- Storicità dell’arte classica (1950)
- Dialoghi di archeologia (серия, редактор)
- Enciclopedia dell’arte antica, classica e orientale (1958—1966, редактор)
- The Buried City: Excavations at Leptis Magna (1966, редактор)
- Hitler e Mussolini, 1938: il viaggio del Führer in Italia (1995)
- Clusium: Ricerche archeologich e topografiche su Chiusi il suo territorio in età etrusca (1925)
- Apollo di Belvedere (1935)
- Nozioni di storia dell’archeologia e di storiografia dell’arte antica: lezioni introduttive del corso di archeologia (1952)
- L’Arte dell’antichità classica (1976).